# 布朗特斯普林斯 (阿拉巴馬州)
布朗特斯普林斯（英語：Blount Springs）是一個位於美國阿拉巴馬州布朗特縣的非建制地區。該地的面積和人口皆未知。

## 地理
布朗特斯普林斯的座標為33°55′52″N 86°47′39″W / 33.931111°N 86.794167°W，而該地最高點為海拔高度139米（即456英尺）。